# Paryż-Camembert
Paryż-Camembert – kolarski wyścig jednodniowy, rozgrywany we Francji. Zaliczany jest do cyklu UCI Europe Tour, w którym posiada kategorię 1.1. Do 2005 trasa prowadziła z Paryża do Camembert. Obecnie start i meta wyznaczane są w innych miejscowościach.
Rekordzistą pod względem zwycięstw jest Francuz, Laurent Brochard, który trzykrotnie stawał na najwyższym stopniu podium. 

## Pierwsze trójki
| Rok                      | Pierwsze                  | Drugie                | Trzecie              |
| ------------------------ | ------------------------- | --------------------- | -------------------- |
| Paris-Vimoutiers         |                           |                       |                      |
| 1934                     | Louis Thiétard            | Alexandre Hamelin     | Robert Gonnet        |
| 1935                     | Marcel Bat                | Marcel Briens         | Ernest Neuhard       |
| 1936                     | Yvan Marie                | Léon Level            | Roger Kalmes         |
| 1937                     | André Auville             | Raymond Lemarie       | René-Paul Corallini  |
| 1938                     | Jean-Marie Goasmat        | Raymond Louviot       | Roger Piétéraerents  |
| 1939                     | Pierre Cloarec            | Charles Berty         | Raymond Lemarie      |
| 1940-1941 nie rozgrywano |                           |                       |                      |
| 1942                     | Joseph Goutorbe           | Guillaume Godère      | Maurice Bocquet      |
| Paris-Camembert          |                           |                       |                      |
| 1943                     | Victor Cosson             | Lucien Boda           | Camille Danguillaume |
| 1944                     | Maurice De Muer           | Giuseppe Tacca        | Léon Level           |
| 1945 nie rozgrywano      |                           |                       |                      |
| 1946                     | Paul Néri                 | Joseph Soffietti      | Amédée Rolland       |
| 1947                     | Robert Dorgebray          | Roger Chupin          | René Barret          |
| 1948                     | Raoul Rémy                | Lucien Teisseire      | Jean Baldassari      |
| 1949                     | Jean Rey                  | Jean-Baptiste Delille | René Lauk            |
| 1950                     | Ange Le Strat             | Camille Clerambosq    | Robert Dorgebray     |
| 1951                     | Jean Baldassari           | Roger Creton          | Robert Varnajo       |
| 1952                     | Robert Varnajo            | Édouard Muller        | Charles Coste        |
| 1953                     | Jean Guéguen              | Émile Guérinel        | Gilbert Bauvin       |
| 1954                     | Gilbert Bauvin            | Serge Blusson         | Jean Guéguen         |
| 1955                     | Jean-Marie Cieleska       | Fernand Picot         | Henri Gremeau        |
| 1956                     | René Fournier             | Louison Bobet         | Attilio Redolfi      |
| 1957                     | Joseph Groussard          | René Fournier         | Francis Siguenza     |
| 1958                     | Nicolas Barone            | Pierre Le Don         | Gérard Saint         |
| 1959                     | Nicolas Barone            | Orphée Meneghini      | Jean Bourlès         |
| 1960                     | Joseph Groussard          | Pierre Ruby           | Camille Le Menn      |
| 1961                     | Jean-Claude Annaert       | François Mahé         | Fernand Delort       |
| 1962                     | Piet Rentmeester          | Seamus Elliott        | Marc Huiart          |
| 1963                     | Jacques Simon             | Seamus Elliott        | Christian Hamelin    |
| 1964                     | Arie den Hartog           | Rudi Altig            | Jan Janssen          |
| 1965                     | Pierre Everaert           | Camille Le Menn       | Lucien Aimar         |
| 1966                     | Désiré Letort             | Jean Graczyk          | Wim de Jager         |
| 1967                     | Georges Chappe            | Robert Hagmann        | Christian Leduc      |
| 1968                     | Harry Steevens            | Maurice Izier         | Jean Dumont          |
| 1969                     | Raymond Riotte            | Georges Chappe        | Michel Périn         |
| 1970                     | Georges Chappe            | Cees Rentmeester      | Jacques Frijters     |
| 1971                     | Gérard Moneyron           | Jacques Botherel      | Jacques Cadiou       |
| 1972                     | José Catieau              | Patrick Sercu         | Christian Raymond    |
| 1973                     | Régis Delépine            | Alain Santy           | André Mollet         |
| 1974                     | Alain Santy               | Hennie Kuiper         | Jacques Botherel     |
| 1975                     | Raymond Martin            | Joël Hauvieux         | Bernard Thévenet     |
| 1976                     | Bernard Hinault           | Jacques Esclassan     | André Gevers         |
| 1977                     | Hubert Linard             | René Bittinger        | Patrick Mauvilly     |
| 1978                     | Joop Zoetemelk            | Jean-René Bernaudeau  | Jacques Esclassan    |
| 1979                     | Raymond Martin            | Hubert Linard         | Bernard Vallet       |
| 1980                     | Pierre-Raymond Villemiane | Michel Demeyre        | Jean-Louis Gauthier  |
| 1981                     | Guy Gallopin              | Jean Chassang         | Jan Nevens           |
| 1982                     | Christian Jourdan         | Serge Beucherie       | Marc Gomez           |
| 1983                     | Christian Jourdan         | Jacques van Meer      | Raymond Martin       |
| 1984                     | Hubert Linard             | Kim Andersen          | Bruno Cornillet      |
| 1985                     | Martial Gayant            | Vincent Barteau       | Christophe Lavainne  |
| 1986                     | Kim Andersen              | Laurent Fignon        | Thierry Marie        |
| 1987                     | Mathieu Hermans           | Jean-René Bernaudeau  | Jean-Claude Colotti  |
| 1988                     | Laurent Fignon            | Bruno Cornillet       | Jean-Claude Leclercq |
| 1989                     | Andreas Kappes            | Sammie Moreels        | Pascal Dubois        |
| 1990                     | Thierry Marie             | Vincent Barteau       | John van den Akker   |
| 1991                     | Brian Holm                | Olaf Lurvik           | Jesús Blanco Villar  |
| 1992                     | Patrice Esnault           | Maximilian Sciandri   | Luc Leblanc          |
| 1993                     | Oleg Kozlitine            | Andrew Hampsten       | Laurent Bezault      |
| 1994                     | Armand de Las Cuevas      | Charly Mottet         | Laurent Brochard     |
| 1995                     | Andrei Tchmil             | Laurent Brochard      | Michel Vanhaecke     |
| 1996                     | Adriano Baffi             | Didier Rous           | Federico Colonna     |
| 1997                     | Mauro Gianetti            | Wiaczesław Jekimow    | Pascal Hervé         |
| 1998                     | Pascal Lino               | Arnaud Prétot         | Rodolfo Massi        |
| 1999                     | Fabiano Fontanelli        | Max van Heeswijk      | David Moncoutié      |
| 2000                     | Didier Rous               | Lance Armstrong       | Igor Flores          |
| 2001                     | Laurent Brochard          | David Millar          | Scott Sunderland     |
| 2002                     | Marcus Ljungqvist         | Ludovic Turpin        | Sandy Casar          |
| 2003                     | Laurent Brochard          | Carlos Torrent        | Nicolas Vogondy      |
| 2004                     | Franck Bouyer             | Thomas Lövkvist       | Johan Coenen         |
| 2005                     | Laurent Brochard          | Brett Lancaster       | Sandy Casar          |
| 2006                     | Anthony Geslin            | Cédric Coutouly       | Charles Guilbert     |
| 2007                     | Sébastien Joly            | Anthony Charteau      | Benoît Vaugrenard    |
| 2008                     | Alejandro Valverde        | Jérôme Pineau         | Benoît Vaugrenard    |
| 2009                     | Jimmy Casper              | Romain Feillu         | Aleksandr Jefimkin   |
| 2010                     | Sébastien Minard          | Maxime Méderel        | Laurent Mangel       |
| 2011                     | Sandy Casar               | Romain Hardy          | Julien Antomarchi    |
| 2012                     | Pierre-Luc Périchon       | Cyril Bessy           | Jean-Marc Bideau     |
| 2013                     | Pierrick Fédrigo          | Sylvain Georges       | Pierre Rolland       |
| 2014                     | Bryan Coquard             | Samuel Dumoulin       | Laurent Pichon       |
| 2015                     | Julien Loubet             | Pierrick Fédrigo      | Samuel Dumoulin      |
| 2016                     | Cyril Gautier             | Anthony Delaplace     | Romain Feillu        |
| 2017                     | Nacer Bouhanni            | Samuel Dumoulin       | Kévin Reza           |
| 2018                     | Lilian Calmejane          | Valentin Madouas      | Andrea Vendrame      |
| 2019                     | Benoît Cosnefroy          | Pierre-Luc Périchon   | Quentin Jauregui     |
| 2020                     | Dorian Godon              | Maurits Lammertink    | Nacer Bouhanni       |
| 2021                     | Dorian Godon              | Pierre-Luc Périchon   | Geoffrey Bouchard    |
| 2022                     | Anthony Delaplace         | Valentin Ferron       | Thibault Ferasse     |
| 2023                     | Valentin Ferron           | Ewen Costiou          | Fredrik Dversnes     |
| 2024                     | Benoît Cosnefroy          | Clément Venturini     | Alexandre Delettre   |
| 2025                     | Lander Loockx             | Paul Seixas           | Louis Barré          |